# النا لئوشتئانو
النا لئوشتئانو (به رومانیایی: Elena Leuşteanu) ژیمناست زادهٔ ۴ ژوئیهٔ ۱۹۳۵ میلادی اهل کشور رومانی است.